# MarketWatch
Pour les articles homonymes, voir Market et Watch (homonymie).
MarketWatch est un site internet américain d'information financière, filiale du groupe Dow Jones and Company et donc de News Corp.
Le site a été fondé en 1997 en partenariat avec le Financial Times et CBS News avant d'être acheté en 2005 par Dow Jones, qui a été acheté en 2007 par News Corp.